# Mistrzostwa Polski w Judo 2008
52. edycja Mistrzostw Polski w judo odbyła się w dniach 19–21 września 2008 roku w Bielsku-Białej. W pierwszym dniu zawodów Przemysław Matyjaszek (Czarni Bytom), a w drugim Krzysztof Wiłkomirski obronili jedynie tytuły mistrzów Polski, zdobyte rok wcześniej w Warszawie.
W łącznej klasyfikacji medalowej zwyciężyli zawodnicy Gwardii Warszawa, zdobywając 3 złote, 1 srebrny i 4 brązowe medale. Medale zdobyli zawodnicy 24 klubów. W klasyfikacji punktowej najlepsi byli judocy Czarnych Bytom i judoczki AZS-AWFiS Gdańsk.

## Medaliści 52. mistrzostw Polski

### kobiety
| Konkurencja: | Złoto:                                  | Srebro:                                    | Brąz:                                                                |
| 48 kg        | Katarzyna Pułkośnik Narew Łapy          | Ewa Konieczny Czarni Bytom                 | Justyna Kojro AZS-AWFiS Gdańsk Kinga Kubicka Flota Gdynia            |
| 52 kg        | Marta Kubań Gwardia Warszawa            | Monika Cabaj AZS-AWFiS Gdańsk              | Joanna Maciej AZS Opole Katarzyna Pasternak Gwardia Warszawa         |
| 57 kg        | Barbara Letka Śląsk Wrocław             | Monika Woźniak AZS-AWFiS Gdańsk            | Małgorzata Bielak AZS-AWFiS Gdańsk Ewa Knioła Gwardia Warszawa       |
| 63 kg        | Aneta Szczepańska Olimpijczyk Włocławek | Paulina Rainczuk AZS-AWFiS Gdańsk          | Sylwia Deptuła AZS-AWFiS Gdańsk Katarzyna Stasiecka UKJ AON Warszawa |
| 70 kg        | Daria Pogorzelec Wybrzeże Gdańsk        | Katarzyna Piłocik MKS Czechowice-Dziedzice | Izabela Herdzik AZS Gliwice Beata Rainczuk Czarni Bytom              |
| 78 kg        | Katarzyna Furmanek AZS-AWFiS Gdańsk     | Agnieszka Podkówka Juvenia Wrocław         | Karolina Lampkowska Czarni Bytom Katarzyna Wójtowicz Śląsk Wrocław   |
| +78 kg       | Urszula Sadkowska Gwardia Opole         | Małgorzata Górnicka AZS-AWF Wrocław        | Magdalena Kozioł AZS-AWFiS Gdańsk Anna Oziero KJ Samuraj Koszalin    |
| open         | Urszula Sadkowska Gwardia Opole         | Magdalena Kozioł AZS-AWFiS Gdańsk          | Małgorzata Górnicka AZS-AWF Wrocław Beata Rainczuk Czarni Bytom      |

### mężczyźni
| Konkurencja: | Złoto:                                | Srebro:                          | Brąz:                                                                |
| 60 kg        | Marek Kręcielewski Gwardia Warszawa   | Ariel Kuśka Polonia Rybnik       | Antoni Maciołowski Wisła Kraków Grzegorz Wieczorek Czarni Bytom      |
| 66 kg        | Tomasz Kowalski AZS Opole             | Ignacy Rudawiec AZS Gliwice      | Mariusz Janicki Śląsk Wrocław Paweł Zagrodnik Czarni Bytom           |
| 73 kg        | Krzysztof Wiłkomirski AZS UW Warszawa | Piotr Kurkiewicz Ryś Warszawa    | Bartosz Garsztecki AZS Gliwice Michał Kubieniec Czarni Bytom         |
| 81 kg        | Łukasz Bałanda AZS UW Warszawa        | Tomasz Lisowski Czarni Bytom     | Łukasz Błach Gwardia Wrocław Marcin Partyka MKS Czechowice-Dziedzice |
| 90 kg        | Wiktor Tworzydło AZS-AWF Warszawa     | Tomasz Domański AZS-AWFiS Gdańsk | Antoni Chmielewski Gwardia Warszawa Łukasz Koleśnik Gwardia Wrocław  |
| 100 kg       | Przemysław Matyjaszek Czarni Bytom    | Piotr Golus Czarni Bytom         | Robert Biegaj UKS Judo Wolbrom Patryk Janik Śląsk Wrocław            |
| +100 kg      | Paweł Sitarski Gwardia Warszawa       | Grzegorz Eitel Gwardia Warszawa  | Bartłomiej Anderwald Gwardia Łódź Janusz Wojnarowicz Czarni Bytom    |
| open         | Przemysław Matyjaszek Czarni Bytom    | Paweł Smoliniec AZS-AWFiS Gdańsk | Wincenty Krawczyk Czarni Bytom Kacper Larem Gwardia Warszawa         |